# Ansar Dine

Flagge der Ansar Dine

Ansar Dine (arabisch أنصار الدين, DMG Anṣār ad-Dīn), „Unterstützer des Glaubens“ ist eine islamistische Gruppe, die von Iyad Ag Ghaly angeführt wird. Ag Ghaly ist eine der prominentesten Figuren der 2. Tuareg-Rebellion in den 1990er Jahren. 1990 befahl er als Chef der damaligen Volksbewegung von Azawad (MPA) den Angriff auf eine Militärgarnison im östlichen Ménaka. Dies gilt bis heute als Beginn der Revolte.
Seit März 2017 ist Ansar Dine in der neuen Gruppierung Dschamāʿat Nusrat al-Islām wa-l-Muslimīn aufgegangen.
Ansar Dine will die Scharia (islamisches Recht) im westafrikanischen Staat Mali einführen. Ag Ghaly, der Anführer von Ansar Dine, der laut Angaben seiner Anhänger nach einem Aufenthalt in Pakistan seinen „wahren Glauben“ fand, sagte zu den politischen Ereignissen im Frühjahr 2012: „Ich will keine Unabhängigkeit, ich will die Scharia für mein Volk.“ und weiter: „Wir sind gegen Revolutionen, die nicht im Namen des Islam sind“. Die einseitige Unabhängigkeitserklärung der MNLA lehnt er ab. Ferner wird Ag Ghaly angelastet, Verbindungen zur Al-Qaida im Maghreb sowie zu einer islamistischen Splittergruppe, die von seinem Cousin Hamada Ag Hama angeführt wird, zu unterhalten. Die islamistische Rebellengruppe Ansar Dine kontrollierte 2012 alle wichtigen Städte im Norden, z. B. Timbuktu.
Frauen müssen sich verschleiern, Diebe müssen damit rechnen, dass ihnen ohne einen rechtsstaatlichen Urteilsspruch die rechte Hand abgehackt wird. Zudem übt Ansar Dine Druck auf Hotels aus, die Alkohol ausschenkten. Radiostationen dürfen keine internationale Musik mehr spielen.
Ansar Dine kämpft im Gegensatz zur MNLA nicht für einen religiös neutralen Nationalstaat, sondern für einen islamistischen Staat in der Region Azawad.
Im Mai 2012 haben sich die MNLA und Ansar Dine dazu verständigt, ihre Truppen zu vereinen und einen islamischen Staat in den von ihnen kontrollierten nördlichen Territorien zu errichten. Wenige Tage später wurde die Übereinkunft allerdings für nichtig erklärt. Die Allianz zerbrach jedoch endgültig am 8. Juni an der Weigerung der säkularen MNLA, die Scharia anzuerkennen, und es kam zu ersten Gefechten zwischen beiden Gruppen. Am 28. Juni 2012 brachte Ansar Dine nach Kidal auch Gao und Timbuktu vollends unter ihre Kontrolle, vertrieb die MNLA aus den Städten und setzte dort die Scharia durch.
Im Mai und Juni 2012 zerstörten Mitglieder von Ansar Dine das zum UNESCO-Welterbe gehörende Mausoleum Sidi Mahmud Ben Amar in Timbuktu und drohten Anschläge auf weitere Mausoleen an. Ende Juni 2012 wurde Timbuktu (im Fokus die Lehmmoscheen von Timbuktu) aufgrund des bewaffneten Konflikts in Mali auf die Liste des gefährdeten Welterbes gesetzt. Kurz danach wurde die Zerstörung der durch die UNESCO denkmalgeschützten Grabstätten von Sidi Mahmud, Sidi Moctar und Alpha Moyaunter unter Verhöhnung der UNESCO fortgesetzt. Im September 2016 erkannte der Internationale Strafgerichtshof (IStGH) die Taten als Kriegsverbrechen an und verurteilte den Rebellenführer Ahmad Al Faqi Al Mahdi zu neun Jahren Haft. Al Mahdi bekannte sich schuldig.
Im November 2015 tötete Ansar Dine drei Menschen bei einem Anschlag auf das Lager der UN-Soldaten in Kidal.
Bei einem erneuten Angriff am 12. Februar 2016 auf das Camp der MINUSMA in Kidal werden sechs Blauhelmsoldaten aus Guinea getötet und weitere 30 verletzt.
Ansar Dine bekennt sich zu 3 neuen Anschlägen am 12. und 13. April 2016 in Tessalit (3 französische Soldaten getötet, 1 verwundet), auf der Verbindungsstraße zwischen Aguelhoc und Tessalit (4 tschadische MINUSMA-Soldaten getötet) und im Camp Bony der malischen Armee (7 Tote).